# تاونی پیکز
تاونی پیکز (انگلیسی: Tawny Peaks؛ زاده ۱۰ مهٔ ۱۹۷۰) یک بازیگر پورنوگرافی است.